# Richard Björklund

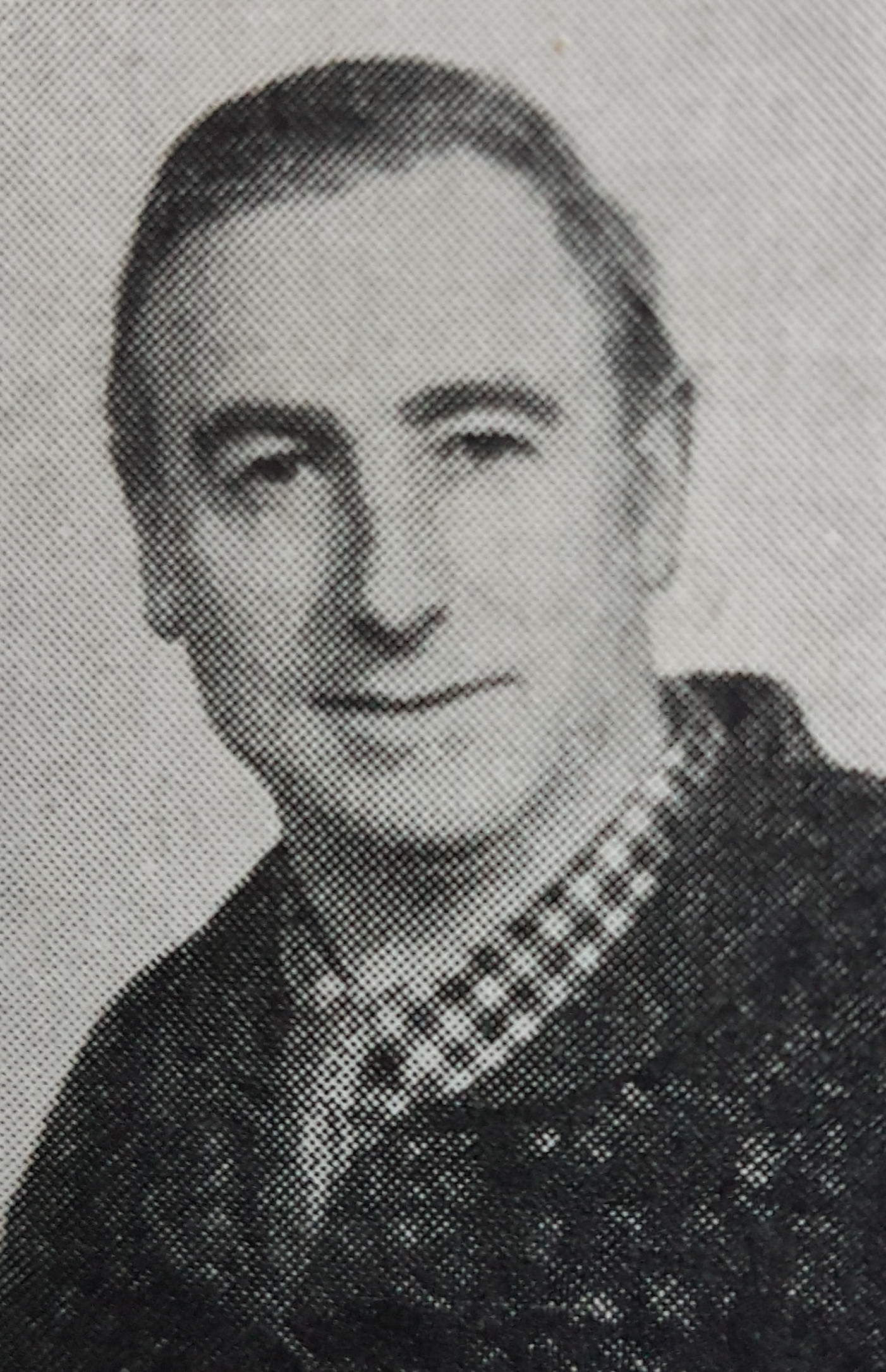
Porträtfotografie

Karl Richard Björklund (* 1. August 1897 in Hyllie, Malmöhus län; † 19. Juni 1974 in Malmö) war ein schwedischer Porträt- und Landschaftsmaler.

## Leben
Björklund war ein Sohn des Malers Emil Björklund und dessen Frau Anna (geborene Fagerberg). Er besuchte von 1919 bis 1920 die Malschule Campells in Lund und studierte in den Jahren von 1921 bis 1924 und 1928 an der Académie de la Grande Chaumière bei Lucien Simon in Paris. Zwischenzeitlich unternahm er Studienreisen und hielt sich 1923 in Berlin (bei Willy Jaeckel) und 1926 in Italien auf. In den Jahren 1934 und 1935 bereiste er Dalmatien (Jugoslawien). Seine frühen Gemälde fertigte er zumeist auf kleinen Leinwänden inr dezenter, heller Farbgebung an. Er wurde durch Künstlerkollegen wie Johan Johansson aus Skåne oder dänischen Malern wie A. Bentzen und W. Scharff beeinflusst. Später vereinfachte Björklund seine Kompositionen auf wenige, ausgewogene Flächen mit satteren Farben und teilweise an Plakate erinnernden dekorativen Tönen. Insgesamt zeigen seine einen lyrischen Grundcharakter. Ein häufiges Motiv, das er für seine Gemälde wählte war der Hafen in Malmö in der Morgendämmerung. Andere Bilder zeigen Landschaften aus dem Schärengarten von Bohuslän oder von den Wäldern von Skåne. Er ist seit der Gründung 1928 Mitglied der Künstlergruppe „Aura“ und war seit 1935 mit Aase Elisabeth (geborene Tronier; * 1897) verheiratet.

## Werke (Auswahl)
Werke Björklunds befinden sich im Schwedischen Nationalmuseum, im Moderna Museet und auf Schloss Gripsholm.
- Vinter i Malmö hamn (Winter im Hafen von Malmö)
- Aftonpromenaden (Abendspaziergang)
- Kvartsbrottet i Bro (Der Quarzsteinbruch in Bro)
- Raka furor (Gerade Furchen)
- 1945: Posthuset i Malmö (Posthaus in Malmö)
- 1945: Stilla vinterdag (Stiller Wintertag)[5]

Porträts
- 1941: Herman Nilsson-Ehle